# Sông Main Đỏ
Sông Main Đỏ (tiếng Đức: Roter Main hay Rotmain) là một con sông ở miền nam nước Đức. Sông này nằm ở phía nam, đầu nguồn bên trái của sông Main. Nó chảy ra từ các ngọn đồi của Thụy Sĩ Franken, gần Haag và thường chảy về phía tây bắc qua các thị trấn Creußen, Bayreuth, Heinersreuth và Neudrossenfeld. Nó hợp nhất với Sông Main Trắng gần Kulmbach để tạo thành Sông Main. Sông Main Đỏ dài 72 kilômét (45 mi) và có khoảng cách độ cao tổng cộng 283 mét (928 ft).
Nước của sông Main Đỏ chảy qua một vùng đất sét, đó là lý do tại sao sông mang nhiều chất rắn lơ lửng, đặc biệt là sau khi mưa, và có màu nâu đỏ, do đó có tên là sông Main Đỏ.

## Nguồn

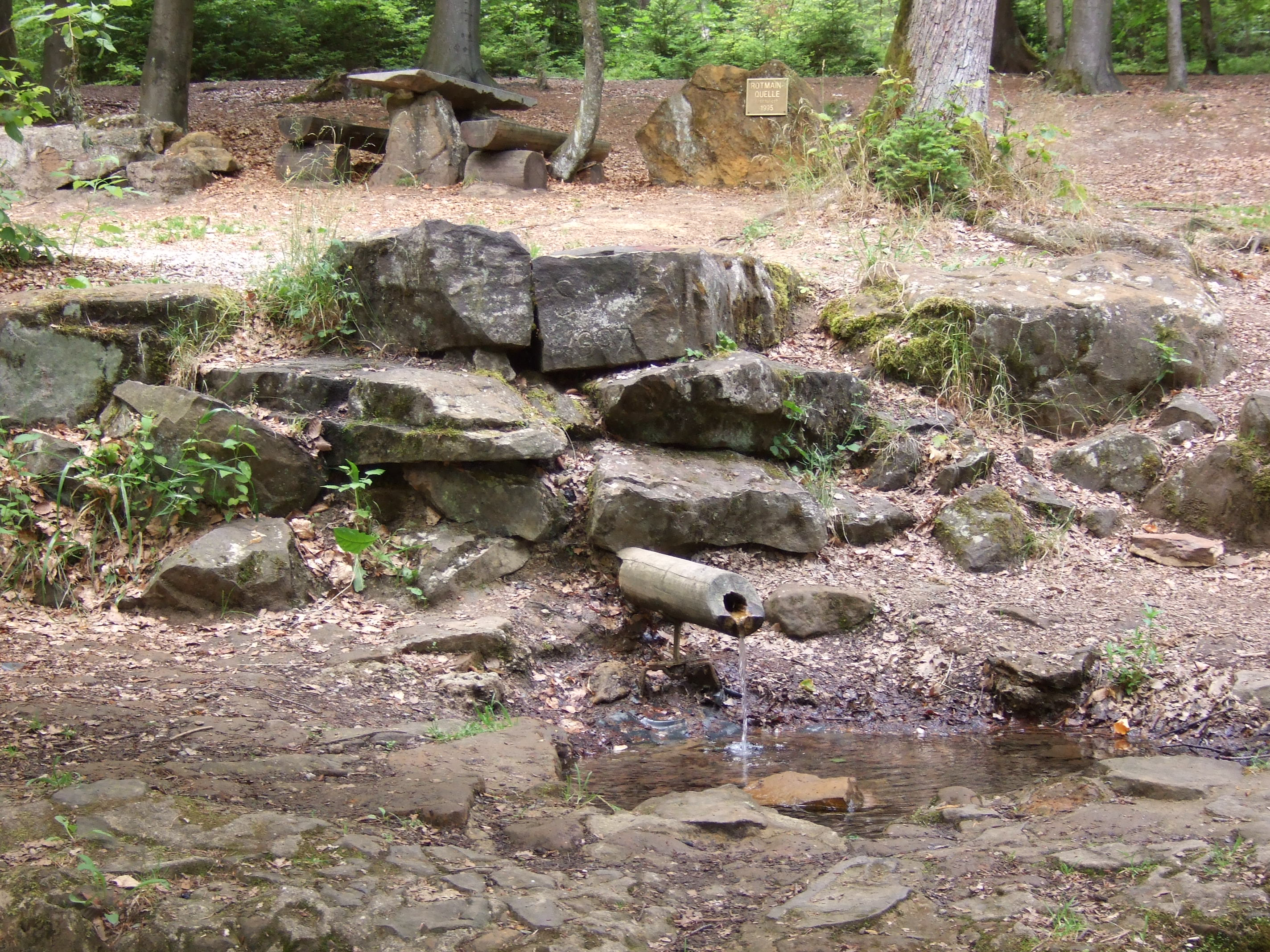
Nguồn ở rừng Lindenhardt

## Dòng chảy
Sông Main Đỏ ban đầu chảy theo hướng đông nam, trước khi nó chuyển hướng về phía đông bắc và đi qua Creußen. Từ đó, nó gần như đi về phía bắc và sau đó quay về phía tây. Nó đi qua thị trấn Bayreuth từ đông sang tây. Ở trung tâm thị trấn, nó đã bị giới hạn từ những năm 1970 trong một kênh bê tông và được che phủ một phần.
Trong vùng lân cận của quảng trường lễ hội dân gian Bayreuth, con sông chia thành hai nhánh. Chi nhánh phía nam được gọi là Mühlkanal, vì nó từng cung cấp nước cho một số nhà máy xay trong thị trấn. Dòng nước của nó được giữ gần như không đổi bởi một đập và nó chạy trên mặt đất đến tận Münzgasse. Phía sau ngân hàng trung ương bang cũ, nó biến mất vào một đường hầm và lại xuất hiện đối diện với Trường Graser ngay trước khi tái hợp với chi nhánh phía bắc. 

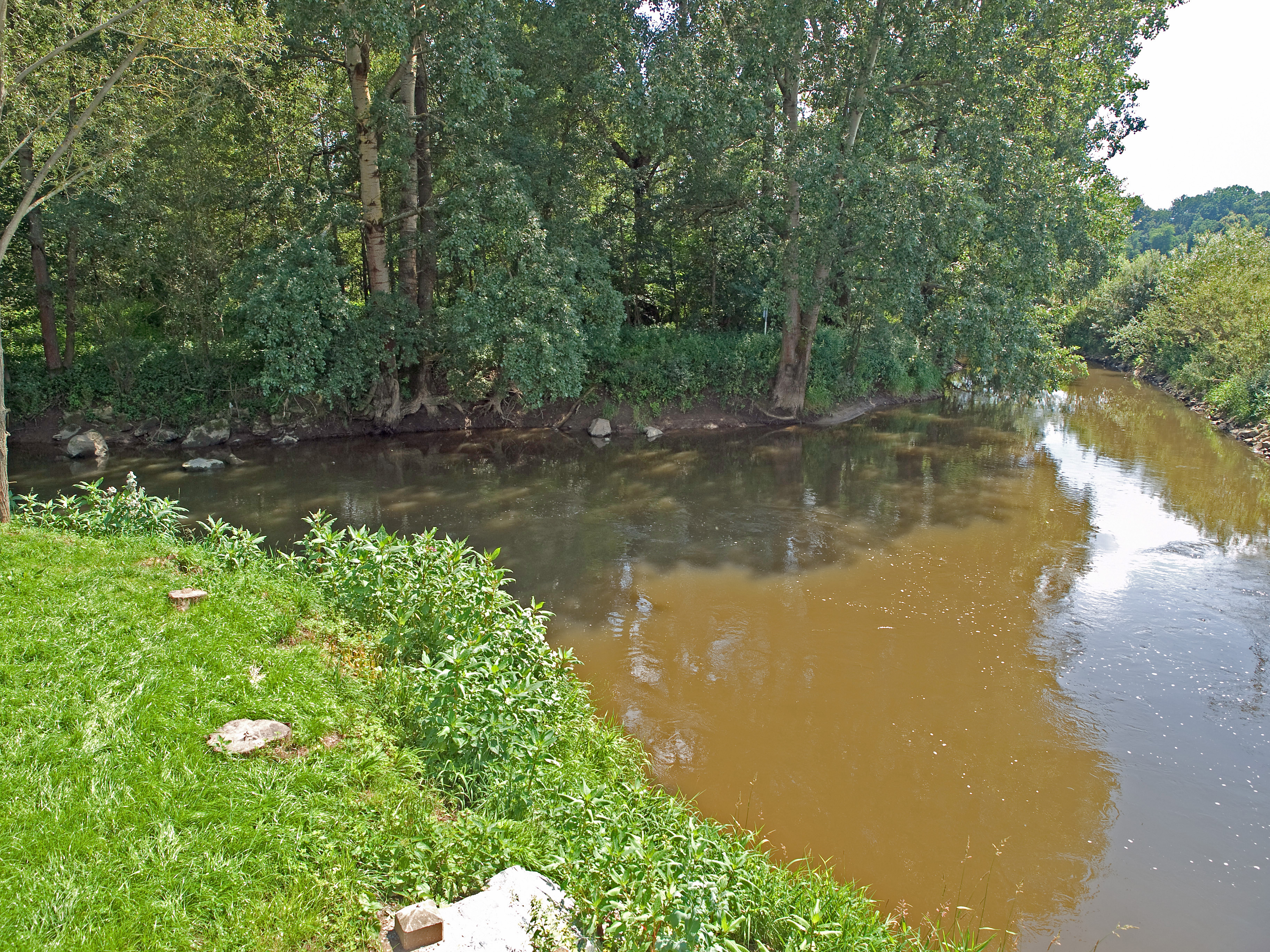
Sông Main Đỏ và Trắng kết hợp gần Kulmbach

Nhánh sông phía Bắc thường chỉ mang một lượng nước nhỏ, nhưng hoạt động như một kênh dẫn lũ vào những thời điểm nước dâng cao và có lòng sông rất rộng. Nó được che phủ một phần bởi hai bãi đậu xe.
Ra khỏi Bayreuth, sông Main Đỏ chảy theo hướng tây bắc theo những khúc quanh rộng qua một thung lũng rộng, qua các làng Heinersreuth và Neudrossenfeld. Phía nam của Kulmbach, gần lâu đài Steinenhausen, nó được hợp nhất với sông Main Trắng, xuất phát từ dãy núi Fichtelgebirge gần Bischofsgrün. Sông Main Đỏ dài 73 kilômét (45 mi), sông Main 52 kilômét (32 mi). Tại điểm hợp lưu của hai dòng chảy, một cây cầu được xây dựng vào năm 2009, bắc qua sông Main ngay lúc bắt đầu hợp lưu. 